# Freddie Mac
La Federal Home Loan Mortgage Corporation (FHLMC, NYSE: FRE), nota comunemente come Freddie Mac, è una government sponsored enterprise, impresa privata (ha lo status di public company) con sostegno governativo, statunitense.
L'azienda è specializzata nell'emissione di mutui ipotecari e nella loro rivendita sul mercato secondario.